# Casa Rodeja
La Casa Rodeja és un edifici del municipi de Figueres (Alt Empordà) que forma part de l'Inventari del Patrimoni Arquitectònic de Catalunya.

## Descripció
Edifici situat al davant del Museu Dalí a cent metres de la Rambla de Figueres, en ple centre històric. Casa cantonera amb planta baixa amb locals comercials, les tres obertures dels quals estan inscrits en arcs escarsers. Els dos pisos tenen tres obertures cada un. En el primer hi ha una balconada correguda, a diferència de la segona planta a on trobem tres balcons. La barana de ferro del primer pis està decorada amb motius geomètrics diferents a la part inferior i a la superior. A la zona inferior dels balcons del segon pis es repeteixen els mateixos motius que trobem a la part superior dels balcons del primer pis. A la part superior de l'edifici trobem la cornisa que està decorada amb dentell. La cantonera de l'edifici és circular i està feta amb carreus de pedra. La coberta de l'edifici és una terrassa amb una barana amb balustrada en tres cossos.

## Història
Va ser promoguda per Eduard Rodeja Nadal personatge destacat de la política republicana de la ciutat